# Marchinbar Island
Marchinbar Island är en ö i Australien. Den ligger i territoriet Northern Territory, omkring 650 kilometer öster om territoriets huvudstad Darwin. Arean är 212 kvadratkilometer. Den sträcker sig 49,3 kilometer i nord-sydlig riktning, och 32,1 kilometer i öst-västlig riktning.
Savannklimat råder i trakten. Genomsnittlig årsnederbörd är 1 441 millimeter. Den regnigaste månaden är mars, med i genomsnitt 428 mm nederbörd, och den torraste är september, med 2 mm nederbörd.